# 波莫瑞地區德拉夫斯科

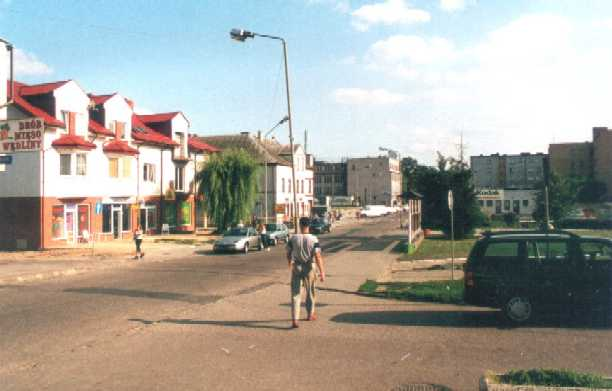

波莫瑞地區德拉夫斯科是波蘭的城鎮，位於該國西北部，距離斯塞新100公里，由西波美拉尼亞省負責管轄，始建於7世紀，面積22.24平方公里，海拔高度160米，2006年人口11,465。

## 外部連結
- Municipal website （页面存档备份，存于） （波兰語）
- Portal of Drawsko Pomorskie （页面存档备份，存于） （波兰語）
- Portal （页面存档备份，存于） （波兰語）
- Heimatgruppe Dramburg in Pommern （页面存档备份，存于） （德文）
- Dramburg on historical map of Pomerania
- Jewish Community in Drawsko Pomorskie （页面存档备份，存于） on Virtual Shtetl

53°32′N 15°48′E / 53.533°N 15.800°E